# Ном (Техас)
Ном (англ. Nome) — місто (англ. city) в США, в округах Джефферсон і Ліберті штату Техас. Населення — 469 осіб (2020).

## Географія
Ном розташований за координатами 30°2′16″ пн. ш. 94°24′19″ зх. д. / 30.03778° пн. ш. 94.40528° зх. д. (30.037672, -94.405215).  За даними Бюро перепису населення США в 2010 році місто мало площу 3,21 км², з яких 3,21 км² — суходіл та 0,00 км² — водойми.

## Демографія
Згідно з переписом 2010 року, у місті мешкало 588 осіб у 218 домогосподарствах у складі 170 родин. Густота населення становила 183 особи/км².  Було 236 помешкань (73/км²).
Расовий склад населення:
| - 71,4 % — білих - 18,4 % — чорних або афроамериканців - 0,3 % — корінних американців - 8,3 % — осіб інших рас |

До двох чи більше рас належало 1,5 %. Частка іспаномовних становила 14,1 % від усіх жителів.
За віковим діапазоном населення розподілялося таким чином: 25,0 % — особи молодші 18 років, 63,6 % — особи у віці 18—64 років, 11,4 % — особи у віці 65 років та старші. Медіана віку мешканця становила 40,2 року. На 100 осіб жіночої статі у місті припадало 96,7 чоловіків;  на 100 жінок у віці від 18 років та старших — 95,1 чоловіків також старших 18 років.
Середній дохід на одне домашнє господарство  становив 72 047 доларів США (медіана — 63 125), а середній дохід на одну сім'ю — 87 151 долар (медіана — 70 481). За межею бідності перебувало 18,1 % осіб, у тому числі 46,8 % дітей у віці до 18 років та 4,9 % осіб у віці 65 років та старших.
Цивільне працевлаштоване населення становило 242 особи. Основні галузі зайнятості: освіта, охорона здоров'я та соціальна допомога — 21,5 %, виробництво — 13,6 %, роздрібна торгівля — 12,8 %.